# Anthurium supianum
Anthurium supianum är en kallaväxtart som beskrevs av Adolf Engler. Anthurium supianum ingår i släktet Anthurium och familjen kallaväxter. Inga underarter finns listade.